# Brunette (cantant)
Brunette (Erevan, 4 de maig del 2001), nom artístic d'Elèn Ieremian, és una cantant armènia.

## Biografia
Ieremian ja va estar interessada en la música des de quatre anys, quan va començar a cantar. Als quinze anys, va començar a escriure les seves cançons. Va publicar el seu primer senzill «Love the Way You Feel» als 18 anys en col·laboració amb la Fundació Nvak. Més tard va estar membre del Projecte 12, un col·lectiu musical amb seu a Erevan que actua en discoteques. També és membre del grup de noies En aghjiknery (ThoseGirlz), conegut pel senzill «Menq». El 2022, Ieremian va publicar els senzills «Gisher», «Smoke Break» i «Bac kapuyt achqerd».
L'1 de febrer de 2023, es va anunciar que Brunette va ser escollida internament per representar Armènia en el Festival de la Cançó d'Eurovisió 2023, que se celebrarà en la ciutat britànica de Liverpoo. El 15 de març es va publicar la cançó «Future Lover».